# Olly Olly Oxen Free
Olly, Olly, Oxen Free (br: A Grande Aventura) é um filme estadunidense de 1978, do gênero aventura, dirigido por Richard A. Colla.

## Sinopse
Uma excêntrica comerciante de sucata que adora aventura, faz uma viagem de balão emocionante juntamente com dois garotos.

## Elenco
- Katharine Hepburn...  Miss Pudd
- Kevin McKenzie ...  Alby
- Dennis Dimster ...  Chris
- Peter Kilman ...  Mailman